# Parazuphium
Parazuphium is een geslacht van kevers uit de familie van de loopkevers (Carabidae). De wetenschappelijke naam van het geslacht is voor het eerst geldig gepubliceerd in 1942 door Jeannel.

## Soorten
Het geslacht Parazuphium omvat de volgende soorten:
- Parazuphium aguilerai Andújar, Hernando & Ribera, 2011
- Parazuphium angolanum Mateu, 1993
- Parazuphium angustioculum Hurka, 1982
- Parazuphium bactrianum K. Daniel & J. Daniel, 1898
- Parazuphium baeticum K. Daniel et J. Daniel, 1898
- Parazuphium barbarae Baehr, 1985
- Parazuphium basilewskyi Mateu, 1993
- Parazuphium basutolandicus Mateu, 1993
- Parazuphium blandum Mateu, 1990
- Parazuphium chevrolatii Laporte, 1833
- Parazuphium damascenum Fairmaire, 1897
- Parazuphium darlingtoni Baehr, 1985
- Parazuphium debile (Peringuey, 1899)
- Parazuphium dubium Mateu, 1994
- Parazuphium feloi Machado, 1998
- Parazuphium flavescens Baehr, 1985
- Parazuphium impressicolle (Fairmaire, 1901)
- Parazuphium inconspicuum (Schmidt-Goebel, 1846)
- Parazuphium laticolle Basilewsky, 1962
- Parazuphium longipenis Mateu, 1993
- Parazuphium maroccanum Antoine, 1963
- Parazuphium mastersii (Castelnau, 1867)
- Parazuphium melanocephalum (Basilewsky, 1948)
- Parazuphium mirei Mateu, 1993
- Parazuphium narzikulovi Mikhailov, 1972
- Parazuphium nitens Mateu, 1993
- Parazuphium novaki J. Muller, 1934
- Parazuphium pallidum (Basilewsky, 1948)
- Parazuphium philippinense (Jedlicka, 1935)
- Parazuphium punicum K. Daniel et J. Daniel, 1898
- Parazuphium ramirezi J. Vives et E. Vives, 1976
- Parazuphium rarum Mateu, 1993
- Parazuphium roberti (Fairmaire, 1897)
- Parazuphium rockhamptonense (Castelnau, 1867)
- Parazuphium sinuum (Darlington, 1968)
- Parazuphium tropicum Baehr, 1985
- Parazuphium turcomanicum Reitter, 1908
- Parazuphium varians Mateu, 1993
- Parazuphium vaucheri Vauloger de Boupre, 1898
- Parazuphium vibex Motschulsky, 1844
- Parazuphium weiri Baehr, 1985